# Proomphe lobata
Proomphe lobata är en fjärilsart som beskrevs av W. Warren 1896. Proomphe lobata ingår i släktet Proomphe och familjen mätare. Inga underarter finns listade i Catalogue of Life.